# Cineuropa
Cineuropa — європейський мережевий портал 4-а мовами (англійською, іспанською, французькою та італійською), присвячений кінематографу та ринку аудіовізуальної продукції. Був створений як для широкого загалу, так і для фахівців у галузі кінематографу та аудіовізуального виробництва.

## Опис
Проєкт був створений у 2002 році та присвячений фільмам, акторам, кінорежисерам, продюсерам, дистриб'юторам, сценаристам, агенціям з продажів, установам кіновиробництва та кінематографічному сектору. Його мета — забезпечити поточну та актуальну інформацію усім зацікавленим творцям аудіовізуальної продукції в окремих країнах та на кіноринках світу.

## Структура
За своєю структурою Cineuropa складається з 7-ми основних розділів та розділу «Інше». Основними розділами сайту є:
- Новини
- Фільми
- Інтерв'ю
- Фестивалі
- Відео
- Індустрія
- Сервіси

Сайт містить велику базу даних з інформацією про художні фільми (станом на червень 2018 року були доступними понад 17 500 профілів фільмів), створені (та спільно створені) в Європі від 2000 року і донині, з контактами виробничих, дистрибуційних та міжнародних компаній з продажу. Крім того база даних cannesmarket.com [Архівовано 8 квітня 2022 у Wayback Machine.] надає інформацію про фільми, що перебувають у виробництві та на стадії розробки.

## Проєкти
У останні роки Cineuropa встановила численні партнерські відносини як з європейськими, так і з організаціями неєвропейських країн, з метою розширення спектру звітності та підтримки галузей, які потребують європейської уваги,, втіливши низку спільних проєктів з кінофестивалями, установами культури, кінофондами та навчальними програмами. Так, зокрема, Cineuropa створила інтерактивний простір, присвячений європейським кіношколам, що дозволяє користувачам обмінюватися інформацією, стежити за новинами кіно, переглядати роботи студентів та ознайомитись із навчальні планами кіношкіл та університетів Європи.

## Премія Cineuropa
Cineuropa з 2009 року вручає премію (англ. Cineuropa Prize) на низці кінофестивалів — Кінофестивалі в Трієсті, Брюссельському кінофестивалі, Сараєвському міжнародному кінофестивалі, Стамбульському кінофестивалі, Європейському кінофестивалі в Лез-Арк та ін. Нагороду присуджують фільму, створеному, або спільно створеному, країною, яка бере участь у програмі «Креативна Європа / Медіа» або учасникові Eurimages, та який, крім безперечних художніх якостей, також висуває ідею європейського діалогу та інтеграції.
Серед фільмів, які в різні роки були відзначені Премією Cineuropa: «Краще життя» (реж. Седрік Кан, Кінофестиваль у Лісабоні та Ештурілі, 2011), «Коні Бога» (реж. Набіль Аюш, Брюссельський середземноморський кінофестиваль, 2012), «Міхаель Кольхаас» (реж. Арно де Пальєр, Брюссельський кінофестиваль, 2012), «Банг Ганг (сучасна історія кохання)» (реж. Єва Гассон, Європейський кінофестиваль в Лез-Арк, 2015), «Леді Макбет» (реж. Вільям Олдройд, Європейський кінофестиваль в Лез-Арк, 2016) та інші.

## Підтримка сайту
Співзасновниками та фінансовими партнерами Cineuropa є програма Європейського Союзу «Креативна Європа / Медіа» (англ. The Creative Europe Programme / MEDIA), Головне управління кіно Міністерства культурної спадщини та діяльності (італ. Ministero per i Beni e le Attività Culturali, MIBAC), Французький національний центр кінематографії (фр. Centre national du cinéma et de l'image animée, CNC), італійський інститут Luce Cinecittà, бельгійський кіно- та аудіовізуальний центр Федерації Валлонія-Брюссель (фр. Centre du Cinéma et de l’Audiovisuel de la Fédération Wallonie-Bruxelles) LUX Prize Європейського парламенту, Словацький кіноінститут (словац. Slovenský filmový ústav), іспанський Інститут кінематографії та аудіовізуального мистецтва (ісп. Instituto de la Cinematografía y de las Artes Audiovisuales, ICAA), Федеральне рекламне агентство сучасного незалежного кіно та швейцарської аудіовізуальної спадщини «Швейцарські фільми» (англ. Swiss Films), центр «Німецькі фільми» (англ. German Films) та Люксембурзький кінофонд (англ. Film Fund Luxembourg).
Серед інших партнерів проєкту: професійні об'єднання Європейська кіноакадемія, European Film Promotion та Асоціація молодих незалежних кінопродюсерів (AGICI), Брюссельський, Туринський та Сараєвський кінофестивалі та інші.
Контент-партнерами порталу є мережа асоціацій Nisi Masa, онлайн-журнал про бельгійський кінематограф Cinergie.be та щотижневий довідковий часопис для французьких кінофахівців.

## Статистика сайту
За відвідуваностю сайт Cineuropa.org посідає 119 769 місце у світі, 28 064 місце у Франції, 1 367 місце в категорії «Мистецтво і розваги / Кіно». За травень 2018 року здійснено 622 846 відвідувань сайту. Найпопулярнішим він є у Франції, залучаючи 11,99 % трафіку з цієї країни, США — 8,71 % та Іспанії — 7,39 %.